# アリシーバ
アリシーバ (Alysheba) とはアメリカ合衆国の競走馬である。

## 概要
2歳となった1986年にデビュー。同年は7戦1勝で、ブリーダーズカップジュヴェナイル3着が目立つ程度であった。
3歳となった1987年はアメリカ三冠競走に駒を進め、ケンタッキーダービーが2勝目であったがプリークネスステークスも優勝し、三冠に王手をかけたが三冠最終戦のベルモントステークスはベットトゥワイスの4着に終わった。ケンタッキーダービーの前走から騎手はクリス・マッキャロンが騎乗し続けた。
その後スーパーダービーを優勝し、ブリーダーズカップクラシックでは前年のケンタッキーダービー優勝馬であるファーディナンドと対戦。同競走創設4年目にして初のケンタッキーダービー馬対決となったが、ファーディナンドが優勝、アリシーバは2着だった。同年は10戦3勝で、エクリプス賞最優秀3歳牡馬を受賞した。
古馬となった1988年は6戦未勝利に終わったファーディナンドとは対照的に9戦7勝で、サンタアニタハンデキャップやサンバーナーディーノハンデキャップではファーディナンドを下している。ブリーダーズカップクラシックでは同年のケンタッキーダービー馬が牝馬のウイニングカラーズで、ブリーダーズカップ・ディスタフへ回ったこともあり、シーキングザゴールドを下して優勝した。獲得賞金は667万9242ドルに達しアメリカの歴代賞金王（当時）となり引退した。同年はエクリプス賞年度代表馬、最優秀古馬に輝いている。
引退後は種牡馬となり、当初はケンタッキー州のレーンズ・エンド・ファーム、1999年にサウジアラビアに輸出されている。有力な後継種牡馬がいない現状であるが、母の父（ブルードメアサイアー）では多くの活躍馬を輩出していた。2008年10月からはケンタッキー・ホース・パークにて余生を送っていたが、2009年3月27日に右後大腿骨を骨折し安楽死の措置がとられた。
1993年にアメリカ競馬殿堂入り。競馬専門誌ブラッド・ホースによる20世紀のアメリカ名馬100選は第42位にランクされている。

### 競走成績
- 1986年（2歳）7戦1勝
- 1987年（3歳）10戦3勝。ケンタッキーダービー（米G1）、プリークネスステークス（米G1）、スーパーダービー（米G1）
- 1988年（4歳）9戦7勝。チャールズ・H・ストラブステークス（米G1）、サンタアニタハンデキャップ（米G1）、フィリップ・H・アイズリンハンデキャップ（米G1）、ウッドワードステークス（米G1）、メドウランズカップ（米G1）、ブリーダーズカップクラシック（米G1）、サンバーナーディーノハンデキャップ（米G2）

### 代表産駒
- アリワウ - ソヴリン賞年度代表馬。ナタルマステークス（加）
- ムーンライトダンス - サンタラリ賞（仏G1）
- キョウワアリシバ

### ブルードメアサイアーとしての産駒
- グランデラ - ワールドシリーズ・レーシング・チャンピオンシップ総合優勝
- ジョージワシントン - 2000ギニー（英G1）
- ブライトスカイ - ディアヌ賞（仏G1）
- ブリッシュラック - チャンピオンズマイル（国際GI）、安田記念（国際GI）
- エアエミネム - 札幌記念（JRAGII）

## 血統表
| アリシーバの血統（レイズアネイティヴ系 / Nasrullah 4x4=12.50%、 Bull Lea 5x5=6.25%） | アリシーバの血統（レイズアネイティヴ系 / Nasrullah 4x4=12.50%、 Bull Lea 5x5=6.25%） | アリシーバの血統（レイズアネイティヴ系 / Nasrullah 4x4=12.50%、 Bull Lea 5x5=6.25%） | （血統表の出典）   | （血統表の出典） |
| 父 Alydar 1975 栗毛 アメリカ                                                         | 父の父Raise a Native 1961 栗毛 アメリカ                                              | Native Dancer                                                                        | Polynesian         | Polynesian       |
| 父 Alydar 1975 栗毛 アメリカ                                                         | 父の父Raise a Native 1961 栗毛 アメリカ                                              | Native Dancer                                                                        | Geisha             |                  |
| 父 Alydar 1975 栗毛 アメリカ                                                         | 父の父Raise a Native 1961 栗毛 アメリカ                                              | Raise You                                                                            | Case Ace           | Case Ace         |
| 父 Alydar 1975 栗毛 アメリカ                                                         | 父の父Raise a Native 1961 栗毛 アメリカ                                              | Raise You                                                                            | Lady Glory         |                  |
| 父 Alydar 1975 栗毛 アメリカ                                                         | 父の母Sweet Tooth 1965 鹿毛 アメリカ                                                 | On-and-on                                                                            | Nasrullah          | Nasrullah        |
| 父 Alydar 1975 栗毛 アメリカ                                                         | 父の母Sweet Tooth 1965 鹿毛 アメリカ                                                 | On-and-on                                                                            | Two Lea            |                  |
| 父 Alydar 1975 栗毛 アメリカ                                                         | 父の母Sweet Tooth 1965 鹿毛 アメリカ                                                 | Plum Cake                                                                            | Ponder             | Ponder           |
| 父 Alydar 1975 栗毛 アメリカ                                                         | 父の母Sweet Tooth 1965 鹿毛 アメリカ                                                 | Plum Cake                                                                            | Real Delight       |                  |
| 母 Bel Sheba 1970 鹿毛 アメリカ                                                      | 母の父Lt. Stevens 1961 鹿毛 アメリカ                                                 | Nantallah                                                                            | Nasrullah          | Nasrullah        |
| 母 Bel Sheba 1970 鹿毛 アメリカ                                                      | 母の父Lt. Stevens 1961 鹿毛 アメリカ                                                 | Nantallah                                                                            | Shimmer            |                  |
| 母 Bel Sheba 1970 鹿毛 アメリカ                                                      | 母の父Lt. Stevens 1961 鹿毛 アメリカ                                                 | Rough Shod                                                                           | Gold Bridge        | Gold Bridge      |
| 母 Bel Sheba 1970 鹿毛 アメリカ                                                      | 母の父Lt. Stevens 1961 鹿毛 アメリカ                                                 | Rough Shod                                                                           | Dalmary            |                  |
| 母 Bel Sheba 1970 鹿毛 アメリカ                                                      | 母の母Belthazar 1960 青鹿毛 アメリカ                                                 | War Admiral                                                                          | Man o' War         | Man o' War       |
| 母 Bel Sheba 1970 鹿毛 アメリカ                                                      | 母の母Belthazar 1960 青鹿毛 アメリカ                                                 | War Admiral                                                                          | Brushup            |                  |
| 母 Bel Sheba 1970 鹿毛 アメリカ                                                      | 母の母Belthazar 1960 青鹿毛 アメリカ                                                 | Blinking Owl                                                                         | Pharamond          | Pharamond        |
| 母 Bel Sheba 1970 鹿毛 アメリカ                                                      | 母の母Belthazar 1960 青鹿毛 アメリカ                                                 | Blinking Owl                                                                         | Baba Kenny F-No.20 |                  |

- 全妹Alysbelleの産駒にマチカネニホンバレとマチカネキンノホシ、孫にサトノティターン、曾孫にシングザットソングがいる。